# Iodio-123
Lo iodio-123 (o 123I) è un isotopo radioattivo dello Iodio, utilizzato in medicina nucleare per la marcatura di alcuni radiofarmaci.
Risulta particolarmente vantaggioso, in particolare, per la sua emivita piuttosto bassa (13,2 ore) e per la sua energia di decadimento (decadimento γ a 159 keV), che lo rendono piuttosto buono dal punto di vista della radioprotezione del paziente. Inoltre, il picco energetico non troppo alto, molto simile a quello del tecnezio-99 metastabile o 99mTc che è il radionuclide principe della medicina nucleare, rende possibili delle immagini con un buon rapporto segnale/rumore.
Lo svantaggio principale di questo isotopo è l'alto costo dovuto sia alla sua produzione sia alla necessità di trasportarlo velocemente (causa bassa emivita) dal sito di produzione al reparto di utilizzo (spesso deve fare viaggi aerei per raggiungere l'ospedale che l'ha richiesto). La produzione dello iodio-123 avviene in reattori nucleari facendo ricorso alle seguenti reazioni: 121Sb(α,2n) 123I, 123Te(p,n) 123I, 122Te(d,n) 123I e 124Te(p,2n) 123I.

## Principali utilizzi
Può essere utilizzato sotto forma di Sodio Ioduro nella captazione tiroidea e nell'imaging tiroideo e total body 
.

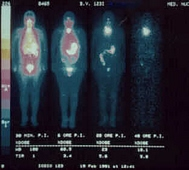
Sequence of 123-iodide human scintiscans after an intravenous injection, (from left) after 30 minutes, 20 hours, and 48 hours. A high and rapid concentration of radio-iodide is evident in cerebrospinal fluid (left), gastric and oral mucosa, salivary glands, arterial walls, ovary and thymus. In the thyroid gland, I-concentration is more progressive, as in a reservoir (from 1% after 30 minutes, and after 6, 20 h, to 5.8% after 48 hours, of the total injected dose).(Venturi, 2011)

In altri casi (come nella scintigrafia cerebrale), viene legato a radiofarmaci mediante legame covalente: si usa nella preparazione di MIBG, di Datscan e di IBZM.